# Käräjäkallio (ö i Södra Savolax)
Käräjäkallio är en ö i Finland. Den ligger i sjön Puruvesi och i kommunerna Nyslott och Kides och landskapen  Södra Savolax och Norra Karelen, i den sydöstra delen av landet, 300 km nordost om huvudstaden Helsingfors. Öns area är 0,4 hektar och dess största längd är 70 meter i öst-västlig riktning.